# 沙赫根杰
沙赫根杰（Shahganj）是印度北方邦江布爾縣的一个城镇。总人口24595（2001年）。

## 人口
该地2001年总人口24595人，其中男性12916人，女性11679人；0—6岁人口3972人，其中男2091人，女1881人；识字率64.37%，其中男性为70.63%，女性为57.44%。